# Ottobrata zafferanese
L'Ottobrata zafferanese è un importante evento fieristico-culturale che si svolge tutte le domeniche del mese di ottobre nel centro storico di Zafferana Etnea (CT).

## Storia
Nata alla fine degli anni settanta come una semplice mostra-mercato di prodotti tipici, si è nel tempo evoluta in direzione di una manifestazione complessa, ricca di diverse sfaccettature, che ogni anno attira alcune centinaia di migliaia di visitatori provenienti da tutta la Sicilia e non solo.

### La manifestazione
L'Ottobrata è suddivisa in quattro o cinque sagre (a seconda del numero delle domeniche nel mese di ottobre):
- Sagra dell'uva
- Sagra del miele
- Sagra delle mele dell'Etna
- Sagra dei funghi
- Sagra delle castagne

Indiscussi protagonisti di ciascuna domenica sono i prodotti tipici della terra e i loro derivati: l'uva, il vino, la mostarda, il miele, le mele e la frutta di stagione (fichi d'India, melograni, noci, nocciole, castagne, pistacchi ecc.), i funghi porcini dell'Etna e le altre varietà, l'olio, le olive e le conserve sott'olio.
Un ampio spazio è dedicato ai prodotti artigianali e il visitatore può, lungo il percorso del centro storico, fermarsi ad osservare gli antichi mestieri ormai in via di estinzione (scultori del legno e della pietra lavica, pittori di sponde di carretti siciliani, ricamatrici, lavoratori del ferro battuto, pupari ecc.).
La piazza Umberto I ospita numerosi stand in cui è possibile degustare i dolci tipici locali (gli sciatori, le zeppole, le paste di mandorla, le foglie da tè, ecc.), i liquori, i vini, il miele, i torroni e la frutta secca caramellata, i gelati al pistacchio e molte altre bontà. Nella Villa Comunale, sottostante la piazza, sono invece collocati gli stand che espongono e vendono salumi, formaggi tipici siciliani e conserve alimentari.
Un grande spazio, quello dell'ex-campo sportivo comunale, è adibito a settore gastronomico in cui i visitatori possono gustare squisitissimi panini con la salsiccia e la carne di maiale o di cavallo, melanzane, peperoni, funghi e olive condite, e dove si esibiscono giovani musicisti emergenti in una rassegna Rock, il Live Startup. Uno spazio è riservato anche alle associazioni di volontariato e di solidarietà sociale per l'informazione e la raccolta di fondi a scopo umanitario.
L'Ottobrata Zafferanese integra l'esposizione dei prodotti tipici e la loro vendita a eventi culturali molto importanti per tutto il comprensorio etneo, con convegni e dibattiti sui temi inerenti alla tutela e al riconoscimento delle qualità dei prodotti locali, proiezione di documentari sull'Etna e sul suo territorio, escursioni alla scoperta di luoghi affascinanti, esibizione di gruppi musicali e di ballo, mostre fotografiche e tanto altro.
La manifestazione è organizzata ogni anno da un apposito Comitato, con il patrocinio e la collaborazione del Comune di Zafferana Etnea, della Provincia Regionale di Catania, della Regione Siciliana, dell'Ente Parco dell'Etna, della Camera di Commercio di Catania, delle Associazioni Terre dell'Etna e dell'Alcantara, Città del Vulcano, Città del Vino, Città del Miele, Produttori Mele dell'Etna, Strada del vino dell'Etna e Ferrovia Circumetnea.

## Gemellaggi

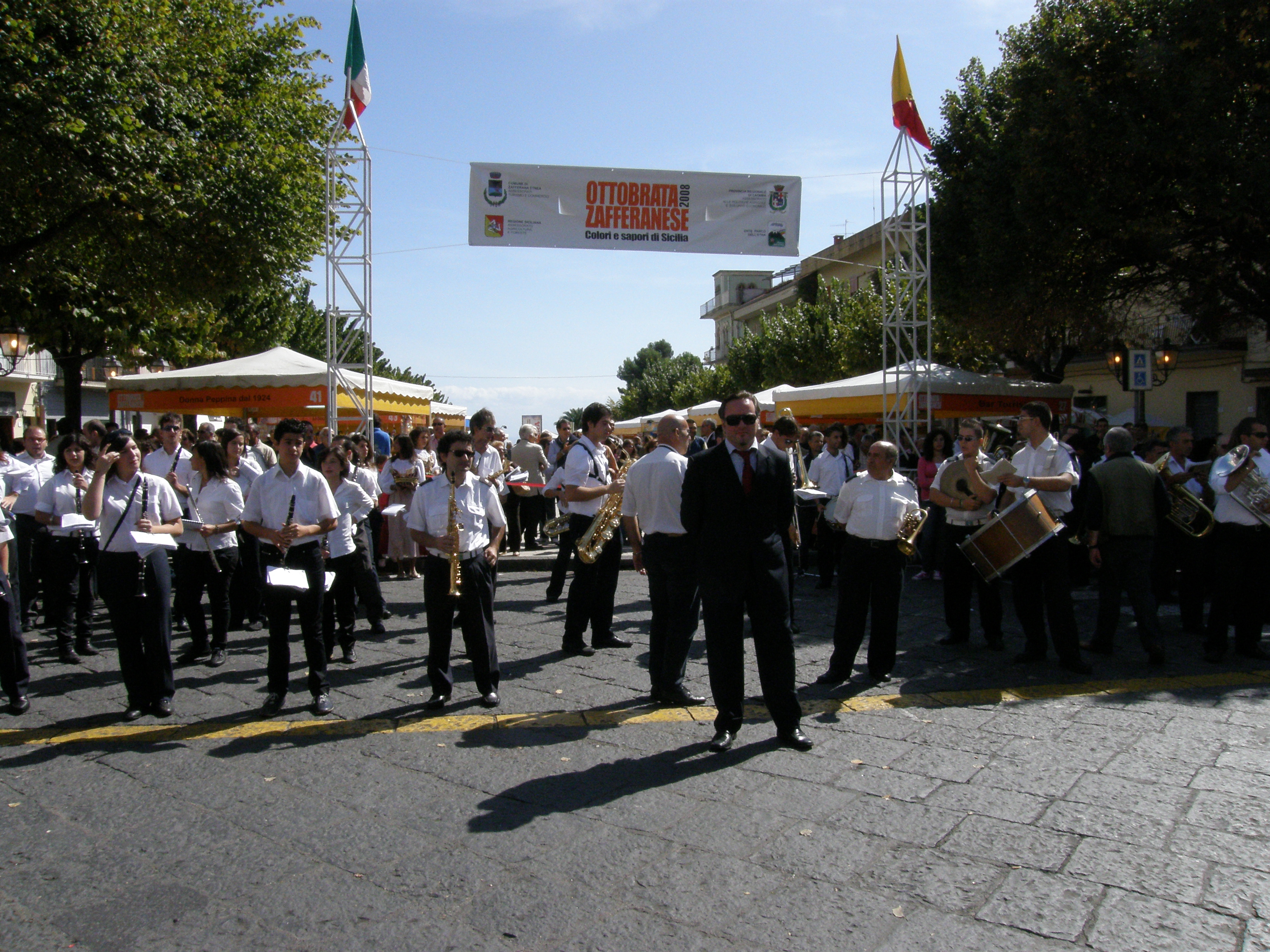
La banda musicale durante l'Ottobrata 2008

- Monaco di Baviera: Oktoberfest.